# Gaydar
Gaydar (af gay (engelsk slangord for homoseksuel) og radar), "bøsseradar", er en sjette sans, en intuitiv evne til at afgøre om en person er homoseksuel.
Som med andre ekstraordinære sanser, er det omdiskuteret om der overhovedet findes en gaydar, eller om fænomenet forklares bedre som et samspil af flere sanser og kulturelt betingede opfattelser.
| LGBT | Spire Denne artikel om LGBT er en spire som bør udbygges. Du er velkommen til at hjælpe Wikipedia ved at udvide den. |